# Maurice Drouet
Pour les articles homonymes, voir Drouet.
Maurice Drouet, né le 14 juin 1924 à Janzé (Ille-et-Vilaine) et mort le 17 mai 2014 dans la même ville, est un homme politique français. Il est député de la troisième circonscription d'Ille-et-Vilaine de 1976 à 1981, proche de Pierre Méhaignerie.

## Détail des fonctions et des mandats
Mandats locaux
- 1976 - 1982 : Conseiller général du canton de Janzé
- 1982 - 1988 : Conseiller général du canton de Janzé
- 1988 - 1994 : Conseiller général du canton de Janzé

Mandats parlementaires
- 13 février 1976 - 2 avril 1978 : Député de la 3e circonscription d'Ille-et-Vilaine. Remplace, en tant que suppléant, Pierre Méhaignerie, devenu ministre.
- 6 mai 1978 - 22 mai 1981 : Député de la 3e circonscription d'Ille-et-Vilaine. Remplace, en tant que suppléant, Pierre Méhaignerie, devenu ministre.